# Andro Linklater
Andro Linklater (Aberdeen, 10 dicembre 1944 – Edimburgo, 7 novembre 2013) è stato uno scrittore e storico scozzese.

## Biografia
Era il più giovane dei quattro figli dello scrittore scozzese Eric Linklater.
Dopo aver studiato Storia Moderna a Oxford, si trasferì negli USA alla fine degli anni Sessanta.
Alla morte del padre, nel 1974, tornò in Gran Bretagna per insegnare in Scozia e a Londra, e sposò la fotografa di cibo Marie-Louise Avery.
Nel 2002 pubblicò il suo libro più famoso, Misurare l'America. Come gli Stati Uniti d'America sono stati misurati, venduti e colonizzati, edito in Italia da Garzanti Libri, a cui seguì una serie di libri di storia americana.
Suo nipote, figlio della sorella Kristin Linklater, è il noto attore Hamish Linklater.

## Opere
- The Black Watch: the history of the Royal Highland Regiment (1977)
- Amazing Maisie and the Cold Porridge Brigade (1978)
- An unhusbanded life: Charlotte Despard : suffragette, socialist, and Sinn Feiner (1980)
- Compton Mackenzie: a life (1988)
- Wild People: Travels with Borneo's Head-Hunters (1990)
- The code of love: the true story of two lovers torn apart by the war that brought them together (2000)
- Measuring America: How an Untamed Wilderness Shaped the United States and Fulfilled the Promise of Democracy (2002)
- The Fabric of America: How Our Borders and Boundaries Shaped the Country and Forged Our National Identity (2007)
- An Artist in Treason: The Extraordinary Double Life of General James Wilkinson (2009)
- Why Spencer Perceval Had To Die: the Assassination of a British Prime Minister (2012)
- Owning the Earth: The Transforming History of Land Ownership (2013)